# Phare du Prêcheur
Le phare du Prêcheur est situé au Nord-Ouest de la Martinique, sur la commune du Prêcheur, en bordure de la mer des Caraïbes et au pied du volcan la Montagne Pelée. 
Il balise la partie nord caraïbe de l'île.

## Historique
- De 1927 à 1936, il a fonctionné au pétrole.
- En 1936, il a été électrifié.
- En 1996, il a subi une rénovation et a été doté d'un feu de secours de 13 milles de portée et avec une autonomie de 4 jours grâce à une batterie d'accumulateurs.

## Phare actuel
C'est une tour blanche d'environ 12 mètres de hauteur avec un soubassement tronconique en moellon surmonté d'une tourelle métallique.
Depuis 1990, ce phare est automatisé et contrôlé par le service des phares et balises de Fort-de-France.
Il a été inscrit monument historique par arrêté du 16 décembre 2013,.